# كردستان
كُردِستَان أو بِلَادِ الكُردِ (بالكردية: کوردستان، Kurdistan‏) هي منطقة جغرافية ثقافيّة في الشرق الأوسط، تمتد من جبال زاغروس إلى الجزيرة الفراتية، وهي اليوم مكونة من أجزاء في جنوب شرق تركيا وشمال العراق وشمال غرب إيران وتمتد بحسب بعض التعاريف إلى أجزاء من جنوب القوقاز.

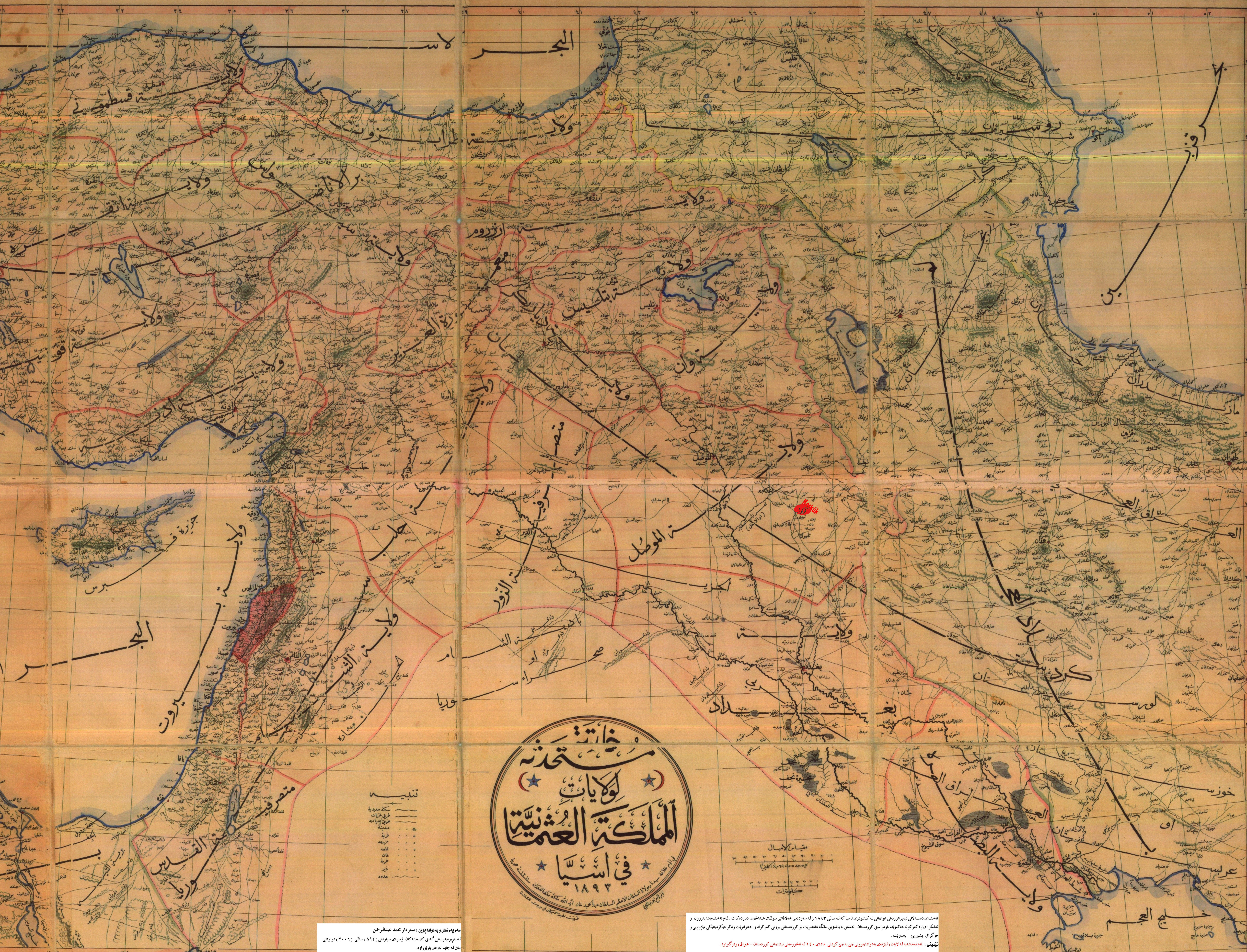
خريطة من عهد عبد الحميد الثاني، تُظهر أراضي الدولة العثمانية في الشرق الأوسط، في وسط الخريطة يوجد اسم «کردستان».

شهدت المنطقة العديد من السلالات والإمارات والمشيخات الكرديّة عبر التاريخ. بدأت القضية الكردية في العصر الحديث بالظهور حين قُسمت كردستان لأول مرة بين دولتين بعد معركة جالديران التي اندلعت في عام 1514 بين العثمانيين بقيادة سليم الأول والصفويين بقيادة إسماعيل الصفوي. أبرمت الدولتان في عام 1555 معاهدة أماسيا التي نصت على تعيين الحدود، والتي تم بموجبها تقسيم كردستان رسمياً. وتبعتها معاهدة زهاب في عام 1639 ومعاهدة أرضروم الأولى في عام 1823 ومعاهدة أرضروم الثانية في عام 1847 واتفاقية طهران في عام 1911 واتفاقية ترسيم الحدود في عام 1913. وعقب الحرب العالمية الأولى وتبعاتها من سقوط الدولة العثمانية، قُسمت الأراضي التي يقطنها الكرد في السلطنة بين تركيا والعراق. حدث ذلك على الرغم من أحكام معاهدة سيفر، التي رسمت حدود الدولة التركية الناشئة مع جيرانها، كانت قد نصت على إقامة دولة كردستان المستقلة في جنوب شرق الأناضول، إلى جانب اقتراح إجراء استفتاء في آب/ أغسطس عام 1922 في المناطق الكردية الواقعة ضمن ولاية الموصل، لضمها إلى دولة كردستان المقترحة. ومع ذلك، أخضعت المنطقة لتركيا بموجب معاهدة لوزان بين تركيا وبريطانيا وفرنسا. وقررت عصبة الأمم في جمعيتها السابعة والثلاثين في 16 ديسمبر عام 1924 في جنيف، ضم جميع الأراضي الواقعة تحت "خط بروكسل" إلى المملكة العراقية لتلحق مناطق ولاية الموصل بالمملكة في عام 1925. شهد القرن العشرون العديد من الثورات الكردية وقيام كيانات كردية مختلفة في إيران وتركيا مثل الدولة الكردية (1918-1919)، ومملكة كردستان، وكردستان الحمراء وجمهورية أرارات وجمهورية مهاباد. يتضمن التاريخ الحديث للكرد أعمال عنف وإبادة وتمردات إلى جانب النزاعات المسلحة المستمرة. اكتسبت كردستان العراق لأول مرة وضع الحكم الذاتي في اتفاقية عام 1970 مع الحكومة العراقية بعد سنوات من القتال، وتمكن كرد سوريا الذين شاركوا في الحرب الأهلية السورية من السيطرة على مناطق واسعة من سورية أقاموا فيها حكما ذاتيا في الإدارة الذاتية لشمال وشرق سوريا غير المعترف بها. تواصل الحركات الكردية السعي إلى مزيد من الحقوق الثقافية والحكم الذاتي أو الاستقلال في جميع أنحاء كردستان.

## التسمية
عُثر على أحد أقدم السجلات لعبارة "أرض الكرد" في وثيقة مسيحية آشورية من العصور القديمة المتأخرة، يذكر فيها مار عبديشوع في إجابته على سؤال مرزبان الساساني عن مكان نشأته، أن عائلته استقرت في منطقة واقعة في أرض الكرد بعد طردهم من قبل الوثنيين. وتقع المنطقة المذكورة في الوثيقة بحسب شمس الدين المقدسي وياقوت الحموي، على المنحدرات الجنوبية الغربية أو الجنوبية لجبل الجودي وجنوب مدينة جزيرة ابن عمر الواقعة اليوم على الحدود التركية السورية. وفي مقطع آخر من نفس الوثيقة ذُكرت منطقة نهر خابور أيضا على أنها واقعة في أرض الكرد. كما أُشير إلى أراضي الكرد في مصادر سريانية مثل سفر زقنين وكتابات ميخائيل السرياني وابن العبري.
بحسب موسوعة كولومبيا وبعض المؤرخين يعود جذور اسم كردستان إلى كوردوين، وهو أحد الأسماء القديمة لكردستان. وكانت إحدى التهجئات القديمة لكردستان هي "Curdistan" في المصادر الأجنبية.
اسم كُردِستَان الذي يترجم إلى "بلاد الكرد" مشتق من كلمة "كرد" نسبة إلى الشعب الكردي، ومن لاحقة "ستان" التي تعني "أرض" أو "بلد". عُثر على أقدم ظهور لغوي لتسمية كردستان بشكلها الحالي في السجلات السلجوقية التي تعود الى القرن الحادي عشر ميلادي بوصفها إقليماً أو ولاية إدارية مستقلة في عهد السلطان سنجر السلجوقي. وعُثر على أقدم توثيق لكردستان كمنطقة جغرافية في العصور الوسطى في نص تاريخي أرمني من القرن الثاني عشر للمؤرخ ماثيو الرها، وصف فيه معركة قرب آمد (ديار بكر حاليا) وسيفريك في عام 1062 بأنها وقعت في كردستان. وعُثر على التوثيق الثاني في صلاة من نهاية مخطوطة أرمنية للإنجيل كُتبت في عام 1200. وعُثر على استخدام لاحق لمصطلح كردستان في وثائق إمبراطورية طرابزون في عام 1336. وفي كتاب نزهة القلوب التي كتبها حمد الله المستوفي في عام 1340.

### كردستان في الدليل العثماني
ورد ذكر كردستان من بين البلاد التي فتحها العثمانيون في خطاب سليمان القانوني عاشر السلاطين العثمانيين وخليفة المسلمين الثمانين، الذي أرسله إلى ملك فرنسا قائلًا:
 كانت إيالة كردستان في القرن التاسع عشر هي المرة الأولى التي استخدمت فيها الدولة العثمانية مصطلح كردستان للإشارة إلى وحدة إدارية بدلاً من منطقة جغرافية.

## التاريخ

### التاريخ القديم

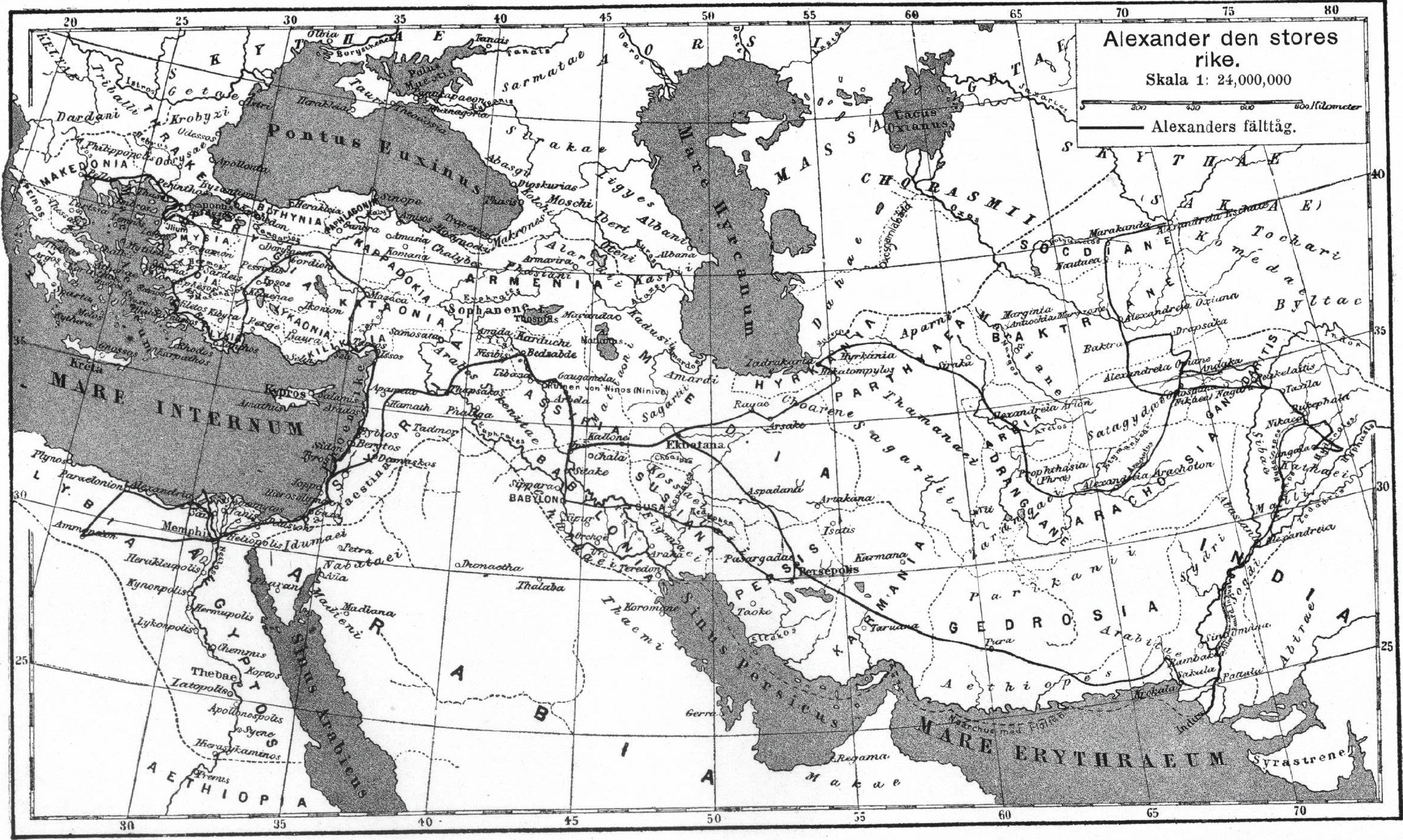
كردستان القديمة باسم كاردوتشي، خلال إمبراطورية الإسكندر الأكبر، القرن الرابع قبل الميلاد

عاشت في كردستان في العصور القديمة مجموعات مختلفة، من بينها شعوب أسلاف الكرد مثل الجوتيين والحوريين والمانيين وشعوب أخرى مثل الأرمن. كان موطن المانيين الأصلي يقع شرق وجنوب بحيرة أرومية، تقريبًا حول مهاباد الحديثة. خضعت المنطقة للحكم الفارسي في عهد كورش الكبير وداريوس الأول.
كانت مملكة كوردوين، التي انبثقت عن الإمبراطورية السلوقية المتدهورة، تقع في الجنوب والجنوب الشرقي من بحيرة وان بين بلاد فارس وبلاد ما بين النهرين وحكمت شمال بلاد ما بين النهرين وجنوب شرق الأناضول من 189 قبل الميلاد إلى 384 بعد الميلاد باعتبارها تابعة للإمبراطورية الفرثية أو الإمبراطورية الرومانية المتنافستين. أصبحت كوردوين مقاطعة تابعة للجمهورية الرومانية في عام 66 قبل الميلاد وظلت متحالفة مع الرومان حتى عام 384. بعد عام 66 قبل الميلاد، مرت خمس مرات أخرى بين روما وبلاد فارس. كانت كوردوين تقع إلى الشرق من تيغرانوسيرتا، أي إلى الشرق والجنوب من آمد (ديار بكر الحالية) في جنوب شرق الأناضول.

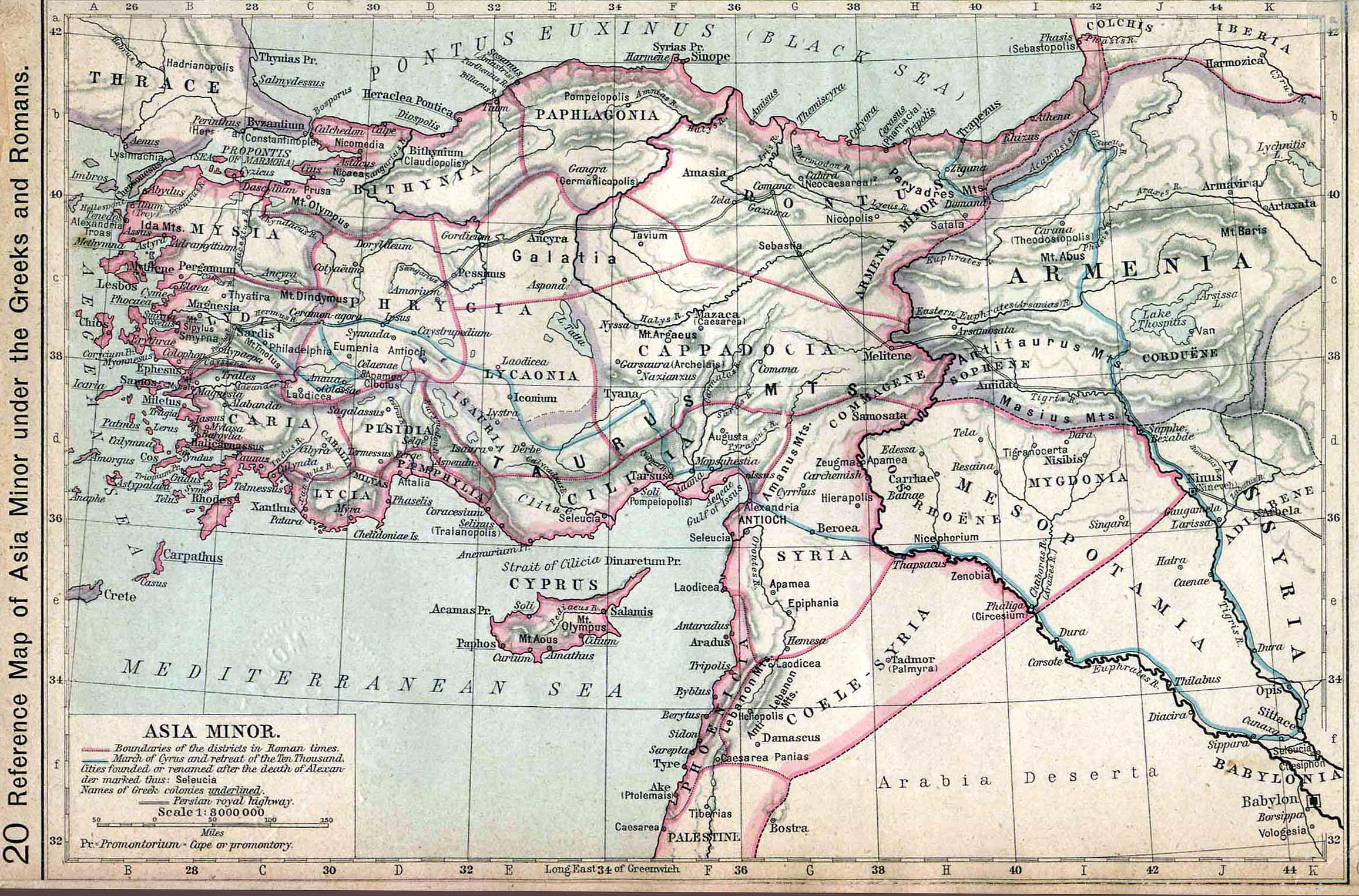
خريطة توضح مملكتي كوردوين وحدياب في القرون الأخيرة قبل الميلاد. يُظهر الخط الأزرق الرحلة الاستكشافية ثم تراجع العشرة آلاف عبر كوردوين عام 401 قبل الميلاد.

## الجغرافيا والطبيعة
كردستان منطقة جبلية ذات حدود طبيعية، تقع بين درجتَي العرض 34° و 39° ودرجتَي الطول 37° و 46°. تحدها من الغرب جبال طوروس والهضبة العليا لما بين النهرين، الجزيرة وجبال ماردين السفلى. أما في شرقيها فتقع سلسلة جبال كردستان في الرقعة المحصورة بين بحيرتَي أورمية وبحيرة وان. وفي الجنوب الشرقي تقع جبال زاغروس.
تبدأ حدود هذا الأقليم الجبلي الواقع جنوبي جبال آغري (أرارات) من منتصف المسافة ما بين جنوب غرب بحر قزوين وجنوب شرق البحر الأسود، ممتدة داخل آذربيجان الإيرانية وجمهورية أرمينيا، وقسم كبير من شرقي الأناضول التركي. وتنحدر جنوباً حتى الحد الجنوبي لجبال طوروس عند مشارف الجزيرة الفراتية العليا في شمال سورية والعراق (دون أن تصل إلى سورية) وشمال شرق العراق فوسط القسم الغربي من إيران. وتنتهي في الجنوب بخط وهمي يمتد من مندلي العراقية إلى كرمنشاه الإيرانية.
أعلى جبال كردستان هو جبل آغري الكبير (أرارات الكبير)، حيث يبلغ ارتفاعه 5,258 م عن سطح البحر، ثم جبل رَشكو في منطفة جيلو ـ داغ، ويبلغ ارتفاعه 4168 م، ثم جبل آغري الصغير (أرارات الصغير) وارتفاعه 3,925 م.
إن كردستان برمّتها مرتفعة ارتفاعاً ملحوظا، إذ يتراوح ارتفاعها بين ألف و 1500 م فوق مستوى سطح البحر، بل هناك مدن تقع على ارتفاع كبير مثل (بيجار) التي تعلو 1920 م، وفي المقابل ثمة مدن تقع على ارتفاع أقلّ مثل (أربيل) والبالغ ارتفاعها 430 م فوق سطح البحر، وتقع على تخوم الصحراء العراقية.

## التوزيع الجغرافي
يطلق اسم كردستان حيث تركز الكرد تاريخيا، وحيث تشكلت الثقافة واللغة والهوية القومية تاريخيا.
تختلف التقديرات بشأن تعداد الكرد بما بين 36 إلى 45 مليون. تحاول الجهات الكردية عادة تضخيم أعدادهم، بينما لا توجد إحصائيات دقيقة من البلدان التي يتواجدون فيها، ربما باستثناء العراق. يتوزعون بنسبة 15-20% في تركيا (20 مليون)، %10 في إيران (9 مليون)، %13 في العراق (6 مليون)، 9% في سوريا (2 مليون)، وفي الدول الأوروبية (1.5 مليون)، وفي الاتحاد السوفيتي السابق بنسبة (0.5 مليون).

### تركيا
يتركز الكرد في 21 محافظة تركية البالغ عددها 81، تقع في شرقي تركيا وجنوبها الشرقي، وهي: أرزنجان، وأرضروم وقارص وملطية وتونجيلي وإيلازيغ وبينكل وموش وأغري ـ باتمان وآدي يمان وديار بكر وسيرت وبتليس ووان وشانلي عُرفة وماردين ـوهكاري وشرناق وغازي عنتاب ومرعش.

### إيران
يتركز الكرد في غرب إيران في محافظات:
- محافظة أذربيجان الغربية إلى الغرب من بحيرة أورمية، مناطق (ماكو، قطور، شاه بور)، وفي جنوب البحيرة في منطقة مهاباد.بوکان، سردشت.
- محافظة كردستان، وعاصمتها سِنّا أو سنندج.سقز، بانە، دهگلان، بیجار، مریوان
- محافظة كرمنشاه وقصر شيرين روانسر، جوانرود، باوە.
- محافظة إیلام ومركزها إیلام. کرند غرب، دهلران، سنقر.

وهناك مناطق كردية معزولة في محافظات: خراسان وفارس وكرمان وقم وطهران.

### العراق
يتركز الكرد في المحافظات الشمالية والشمالية الشرقية وكالآتي:
محافظة السليمانية ومحافظة أربيل ومحافظة كركوك ومحافظة دهوك ومناطق سنجار وعقرة من محافظة نينوى. وكذلك في منطقتَي (خانقين ومندلي) من محافظة ديالى حيث يجاورون كرد إيران إلى الغرب من جبال زاغروس، وكذلك في منطقتي (بدرة وجصان) من محافظة واسط (لورستان الصغرى)، كذلك ينتشر اللر في مدينتي العمارة والكوت.

### سوريا
يقطن الكرد في الشمال والشمال الشرقي، حيث يجاورون الأكراد في تركيا في إقليم الجزيرة الفراتية (محافظة الحسكة) حيث ينتشرون في مناطق: الحسكة والقامشلي والمالكية ورأس العين وعامودا والدرباسية ومعبدة وعلوانكي) وعين العرب (كوباني) وعفرين وميدان أكبس (جبل حلب) في (محافظة حلب).

### أرمينيا
حول العاصمة يريفان، ونخجوان.

### أذربيجان
في منطقة قرا باغ.

### بقية العالم
توجد تجمعات كردية في دول الإتحاد السوفيتي السابق مثل روسيا وطاجيكستان وجورجيا وتتواجد أعداد قليلة منهم أيضاً في باكستان وأفغانستان وبلوشستان ولبنان والأردن، وفي عدد من الدول الأوروبية مثل ألمانيا وفرنسا وهولندا والسويد ودول أخرى متعددة.

## الأديان والمذاهب في كُردستان
كان الأكراد القدماء يدينون بالمعتقدات الآرية القديمة (المثرائية)، ثم تحولوا إلى دين زردشت الذي خرج من بينهم ونشر تعاليمه في مختلف أنحاء البلاد الأيرانية، أستمر الأكراد بأتباع الديانة الزرادشتية طيلة حكم الميديين ثم الساسانيين، وحتى الفتح الإسلامي لمناطق الدولة الساسانية، حينئذ انتشر الإسلام بينهم فقد كانت الأتفاقية المنعقدة بين الجيوش الإسلامية الفاتحة من جهة وبين «المزربان» والى الأمبراطورية الساسانية على المناطق الكردية من جهة أخرى تقضي بأحتفاظ الأكراد بأرواحهم وأموالهم ومعتقدهم الديني مقابل التبعية للدولة الإسلامية الجديدة ودفع الجزية، كما كانت قلة من الأكراد الخاضعين للحكم الروماني قد تحولوا للدين المسيحي نتيجة «لقمع» الرومان وأضهادهم لأتباع الديانات الأخرى، وما زال يوجد في أنحاء كردستان من هم متمسكون ببعض المعتقدات الزرادشتية ومنهم الأيزيديين.
أصبح الدين الإسلامي هو دين الأغلبية الكردية، والكرد في غالبيتهم من أهل السنة ويتبعون المذهب الشافعي، ومنهم نسبة قليلة من الشيعة يتركزون في جنوب كردستان، وكان للأكراد دور فعال ومؤثر خلال التاريخ الإسلامي الممتد لأكثر من أربعة عشر قرنا، تنتشر بين الكرد الطرق الصوفية التي تختلف عن بعضها اختلافاً بسيطاً، وأكثر الطرق شيوعاً هي الطريقة القادرية والطريقة النقشبندية.
لقد لعب علماء الدين الإسلامي الذين يدعون (ملا) في كردستان، دوراً بارزاً وإ يجابياً في الحركة الوطنية التحريرية الكردية من حيث الولاء لها والانخراط فيها وقيادتها.
ومن الأكراد من يعتنق أديان أخرى كالمسيحية واليهودية والأيزيدية، واليارسانية.
أما اليهود في كردستان العراق فقد هاجروا إلى إسرائيل والولايات المتحدة بداية عام 1948 مع بقية يهود العراق، وهم معروفون الآن كجالية كردية يهودية في إسرائيل.

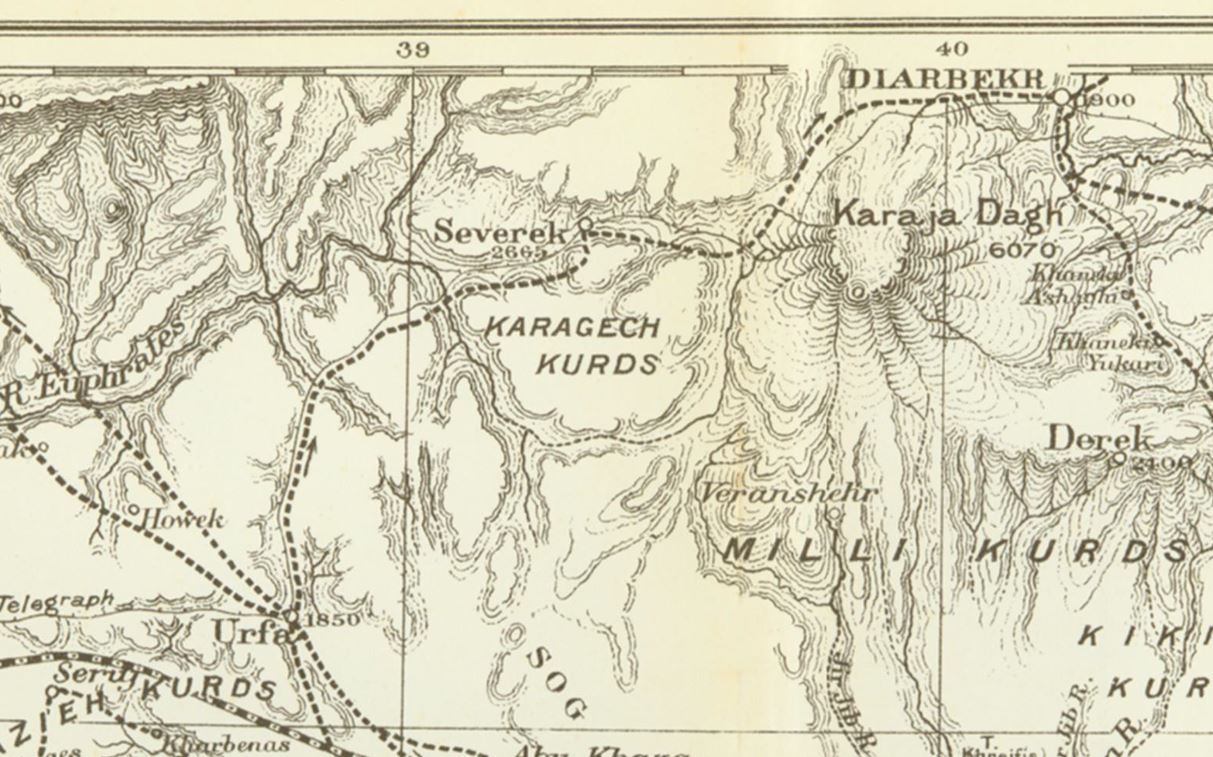
خريطة تظهر انتشار العشائر الكردية في أقصى غرب كردستان حول منطقة ديار بكر (جنوب شرق تركيا حاليا) عام 1907

## المناخ
يسود سهول كردستان مناخ شبه استوائي. ومعدل الأمطار يتراوح سنوياً بين 200 و400مم. أما الأراضي المنخفضة المنحصرة بين سلاسل الجبال فيتراوح معدل الأمطار السنوي فيها بين 700 وألفي مم، وقد يصل أحياناً إلى ثلاثة آلاف مم.
وهذه الأراضي تغطيها الغابات عادة ويجري خلالها عدد من الأنهار والجداول. أما المناخ في وديان كردستان الوسطى فهو قارّي إلى حدّ ما، وقد يكون قاحلاً، إذ يتراوح المعدل السنوي للمطر بين 300 و500مم.
ويبلغ الفرق بين درجتَي الحرارة الدنيا والقصوى 80 ْمئوية، إذ تنخفض الحرارة في قرا كوسه الواقعة في شمالي كردستان إلى 30° ـ 35° تحت الصفر. وترتفع درجة الحرارة في الصيف في كردستان الجنوبية إلى 35° ـ 45° في كرمنشاه، وإلى 40° ـ 45° في خانقين.

## الأنهار
ينبع من جبال كردستان أربعة أنهار كبيرة:
نهر آراس: يجري في إقليم بينجول في تركيا ويصب في بحر قزوين. ويبلغ طوله 920 كم.
نهر دجلة: ينبع من بحيرة جولجوك (Golcuk) في أواسط طوروس الجنوبية الشرقية شمال مدينة ديار بكر في تركيا ويصب في الخليج العربي.
نهر الفرات: وينبع فرعه المسمى قرا صو، من دوملو تبه شمال أرضروم. وينبع فرعه المسمى نهر مراد من آلا داغ الواقعة بين بحيرة وان وجبال آغري في تركيا. ويلتقي الفرعان في شمالي غربي مدينة ألازيغ ليكوِّنا نهر الفرات الذي يخترق الأراضي السورية والعراقية ليصب في الخليج العربي.
نهر قيزيل أوزان: ينبع من جنوب غرب مدينة ديوان دَرَه في إيران. ويجري في إقليمَي زنجان وميانه ثم في جنوب مدينة رَشت حيث يسمى سفيد رود، ليصب في بحر قزوين.
ومن أنهار كردستان كذلك الزاب الكبير الذي يجري في تركيا والعراق، والزاب الصغير، وكلاهما يصب في نهر دجلة. وعموماً فإن المناطق الكردية تمتلك مصادر وفيرة للمياه.
إن أكثر الأنهار والمياه تنبع من المرتفعات الشمالية كالفرات وفرعَيه، ودجلة وروافده. وهناك نهيرات عديدة يصب بعضها في بحيرة وان، وبعضها الآخر في بحيرة أورمية الواقعة في إيران شرق البحيرة الأولى.

## البحيرات
تقع في الجزء الشمالي الغربي من إقليم كردستان بحيرتان هما: وان، ومساحتها 3765 كم2 وهي شديدة الملوحة، وأورمية ومساحتها ستة آلاف كم2.
وتوجد بحيرة خامزار جولجوك (Golcuk) شمال دياربكر عند منبع دجلة. وبحيرة زيفار في منطقة سِـنّا، قرب مه ريوان في إيران.

## الزراعة
تحيط بكردستان الجبال الشامخة من كل الجهات سوى القسم الجنوبي الغربي. وأكثر الجهات صلاحاً للزراعة هو القسم الجنوبي والجنوب الشرقي، حيث حوضي نهر دجلة ونهر الفرات وروافدهما مثل الزاب الكبير والزاب الصغير ونهر الخابور.
وأعلى الجبال في كردستان هي تلك الواقعة في الشمال الشرقي. وهي مكسوّة بالغابات الكثيفة ومحاطة بأودية خصيبة. ولذا فهي آهلة بالسكان صيفاً وشتاءً، وحافلة بالقرى والمدن، بخلاف سلسلة الجبال الفاصلة بين الحدود التركية والإيرانية، فإنها جرداء لا غابات فيها ولا كلأ، إذ تتكون من صخور بركانية صلدة ذات أخاديد وهُوىً سحقية، مما يجعل اقتحامها مستحيلاً على أشد الجيوش بأساً.

## معرض صور

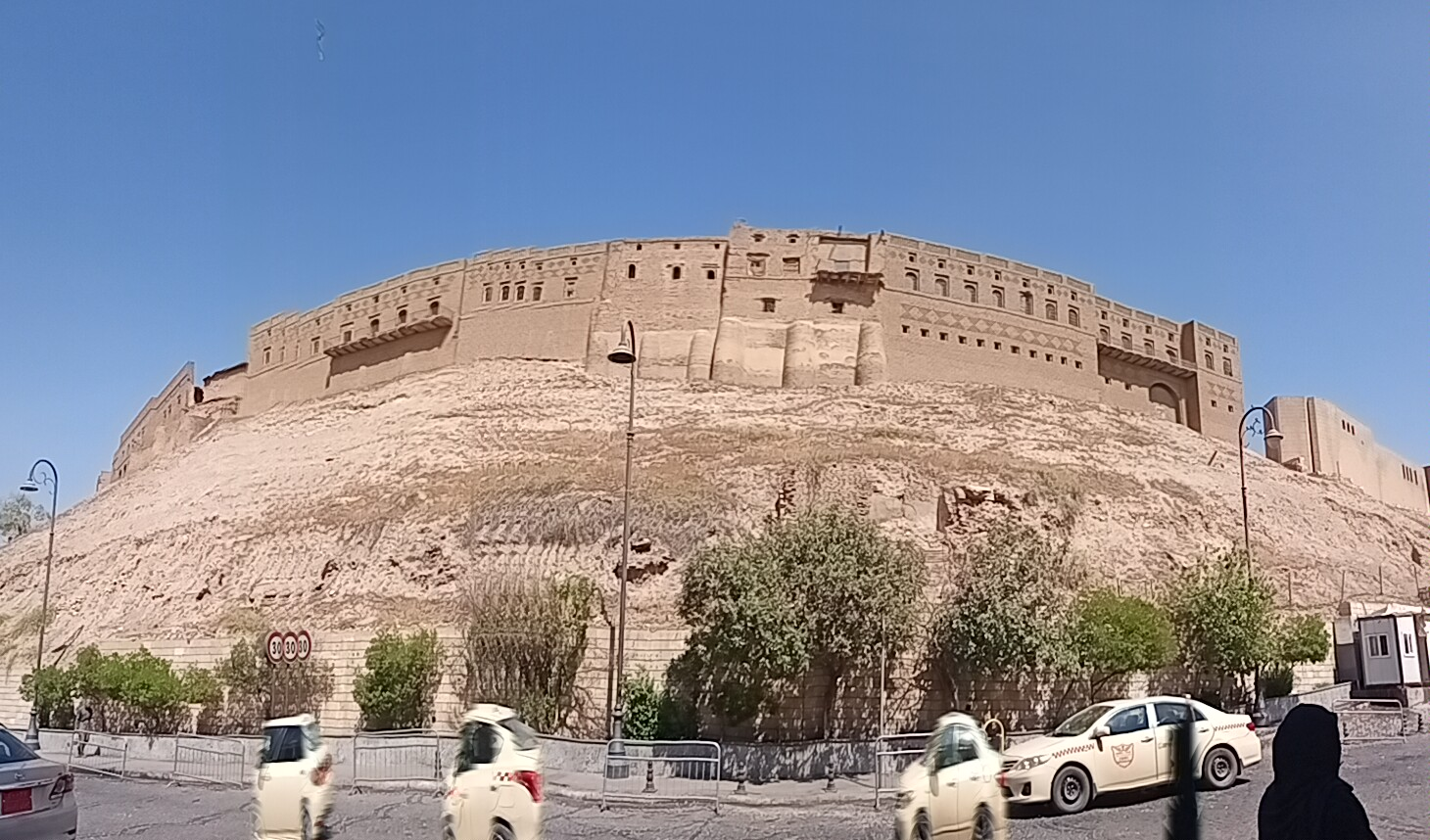
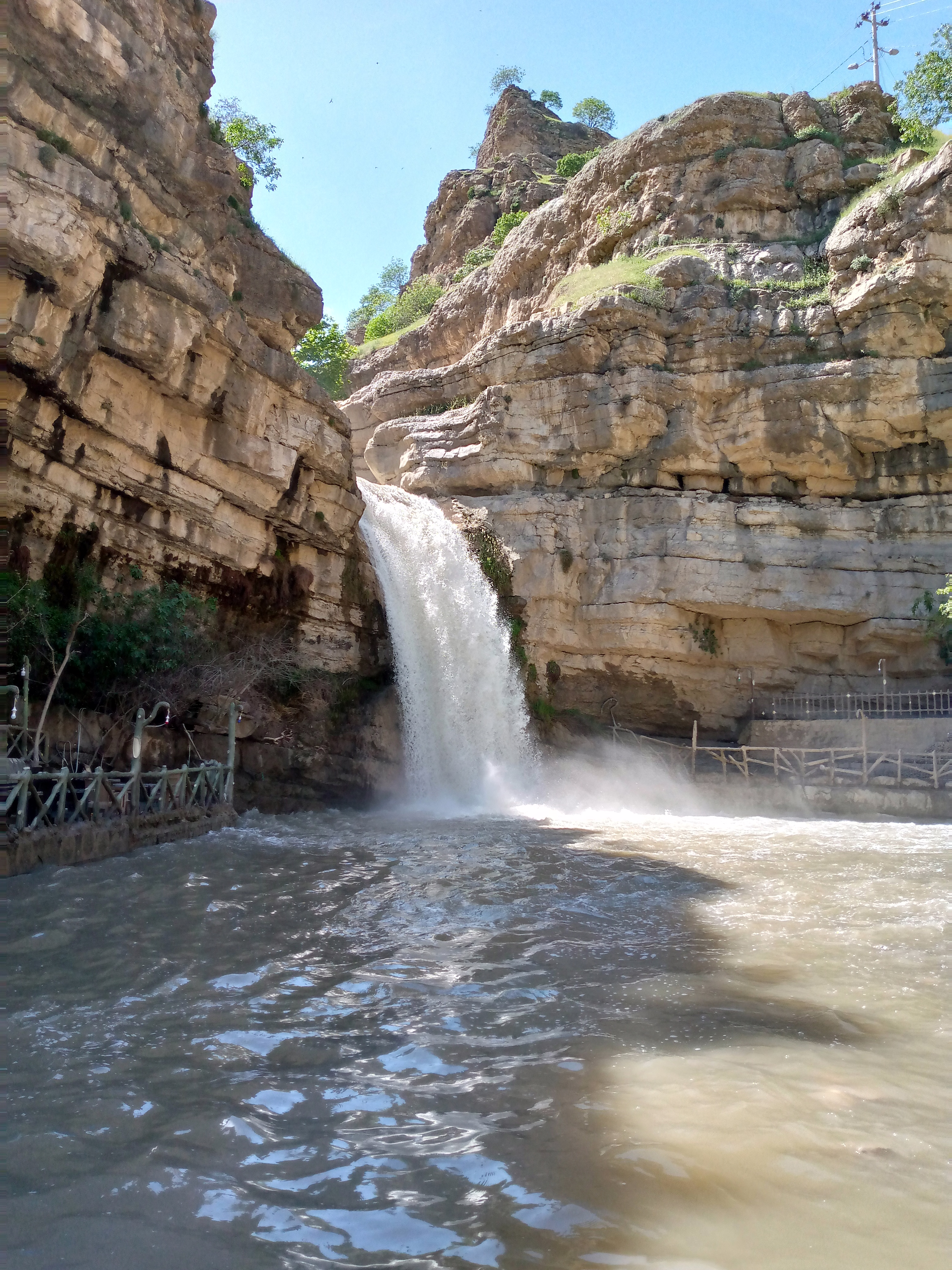
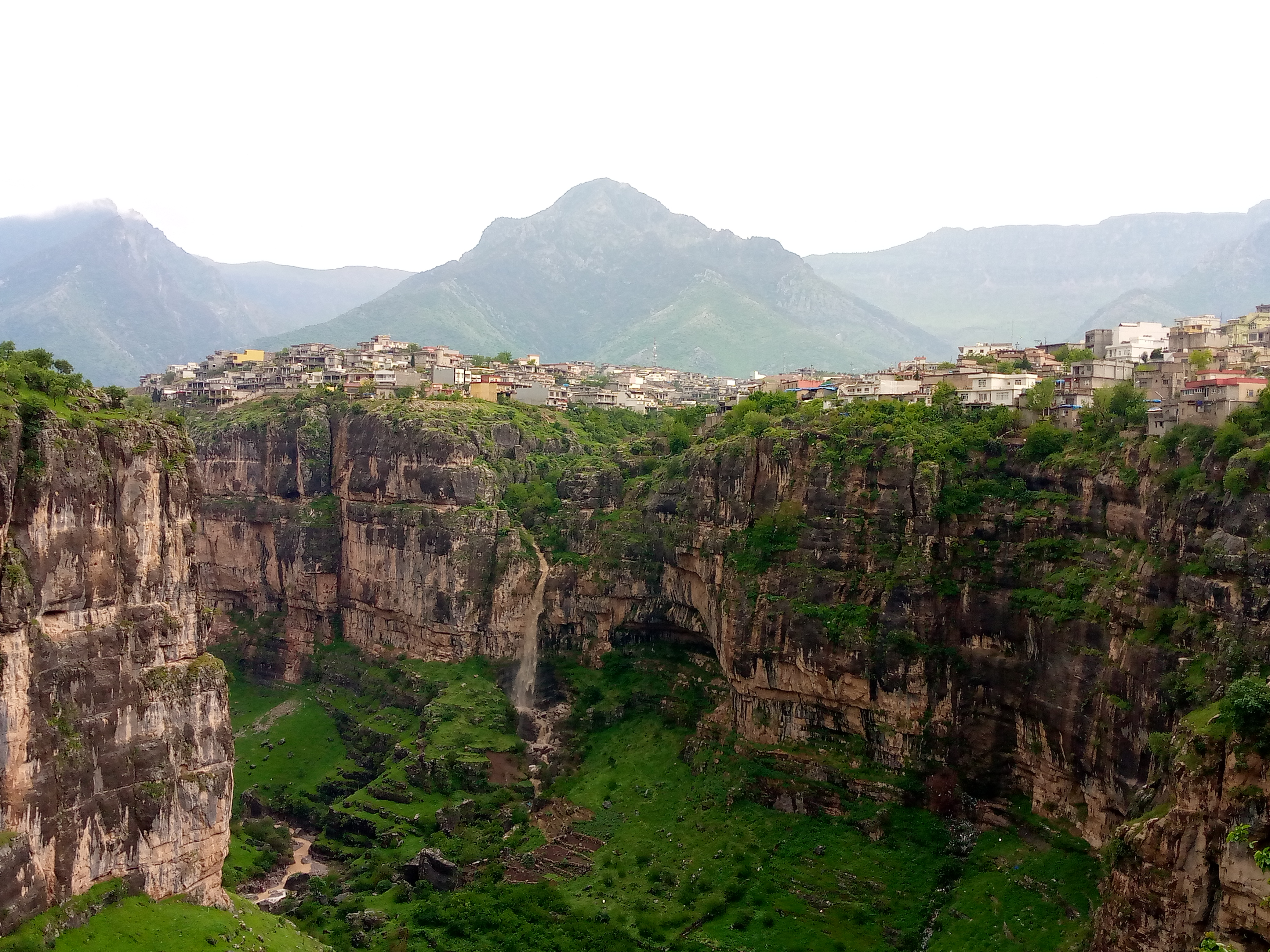
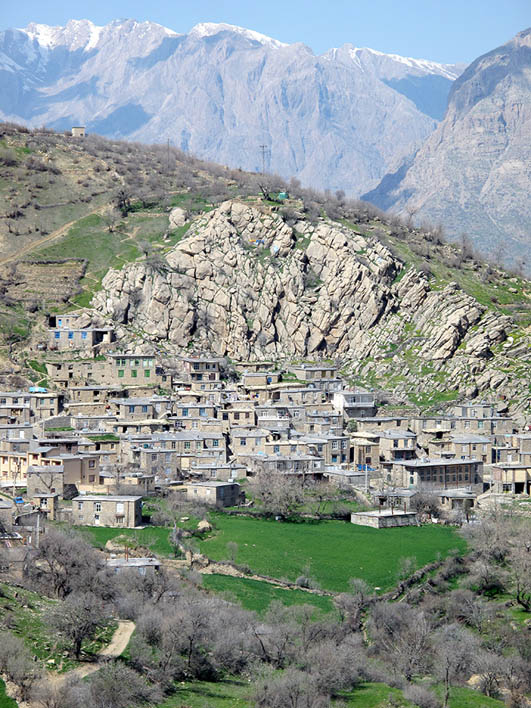
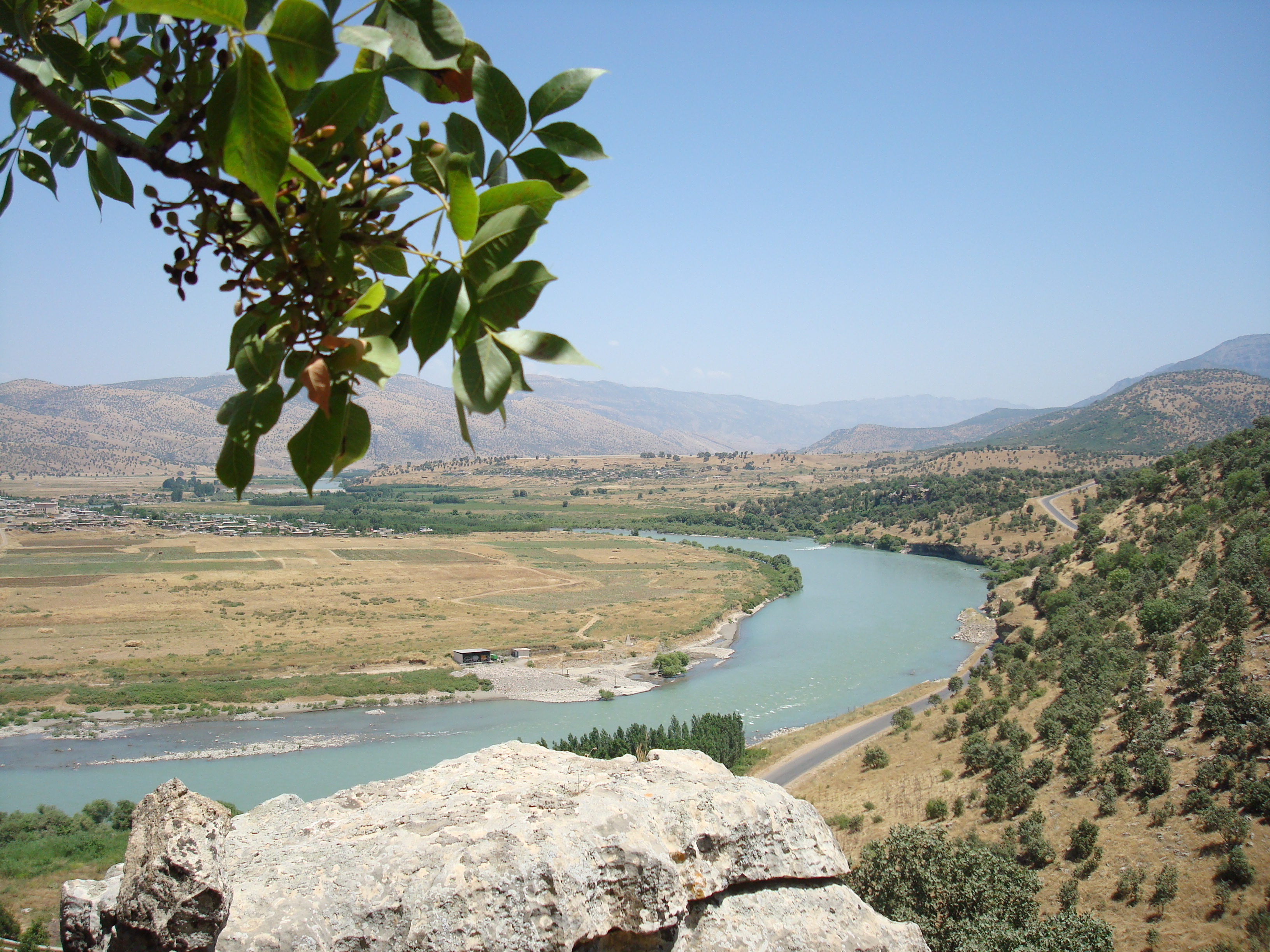
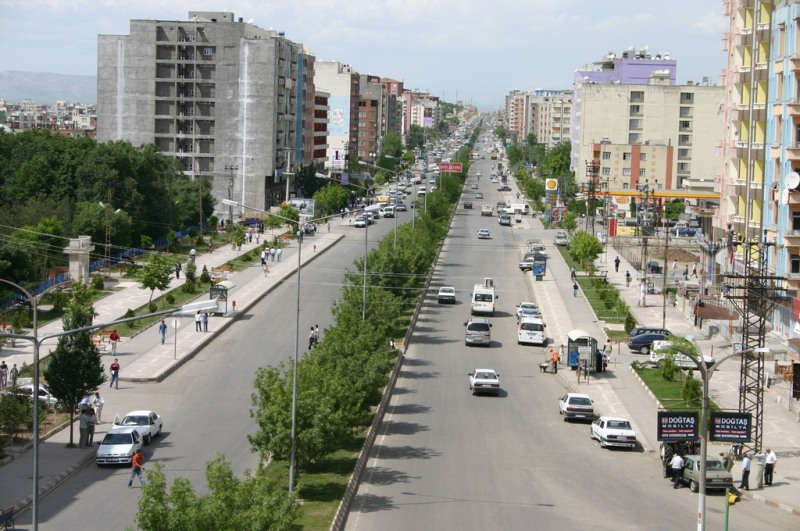
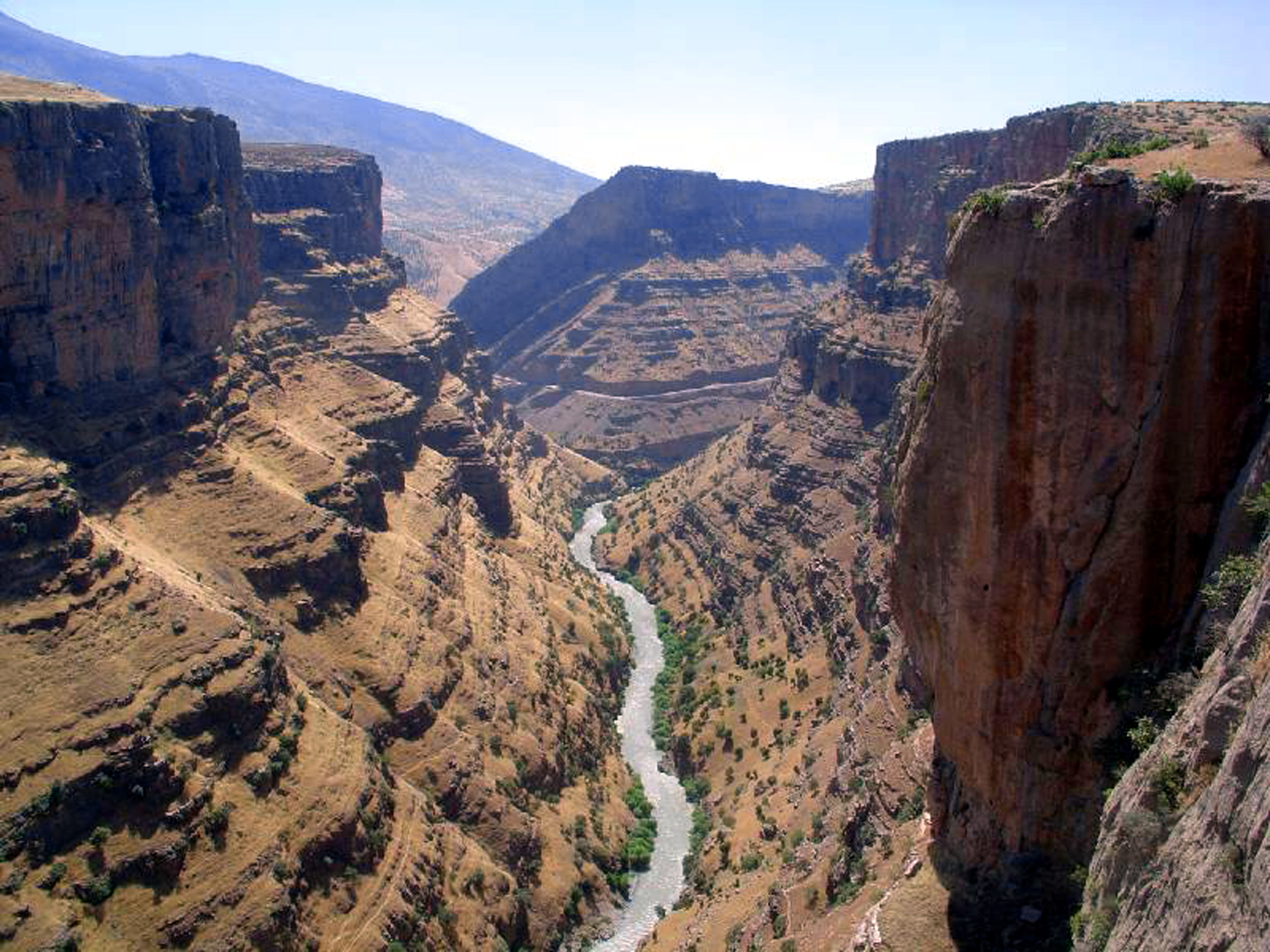
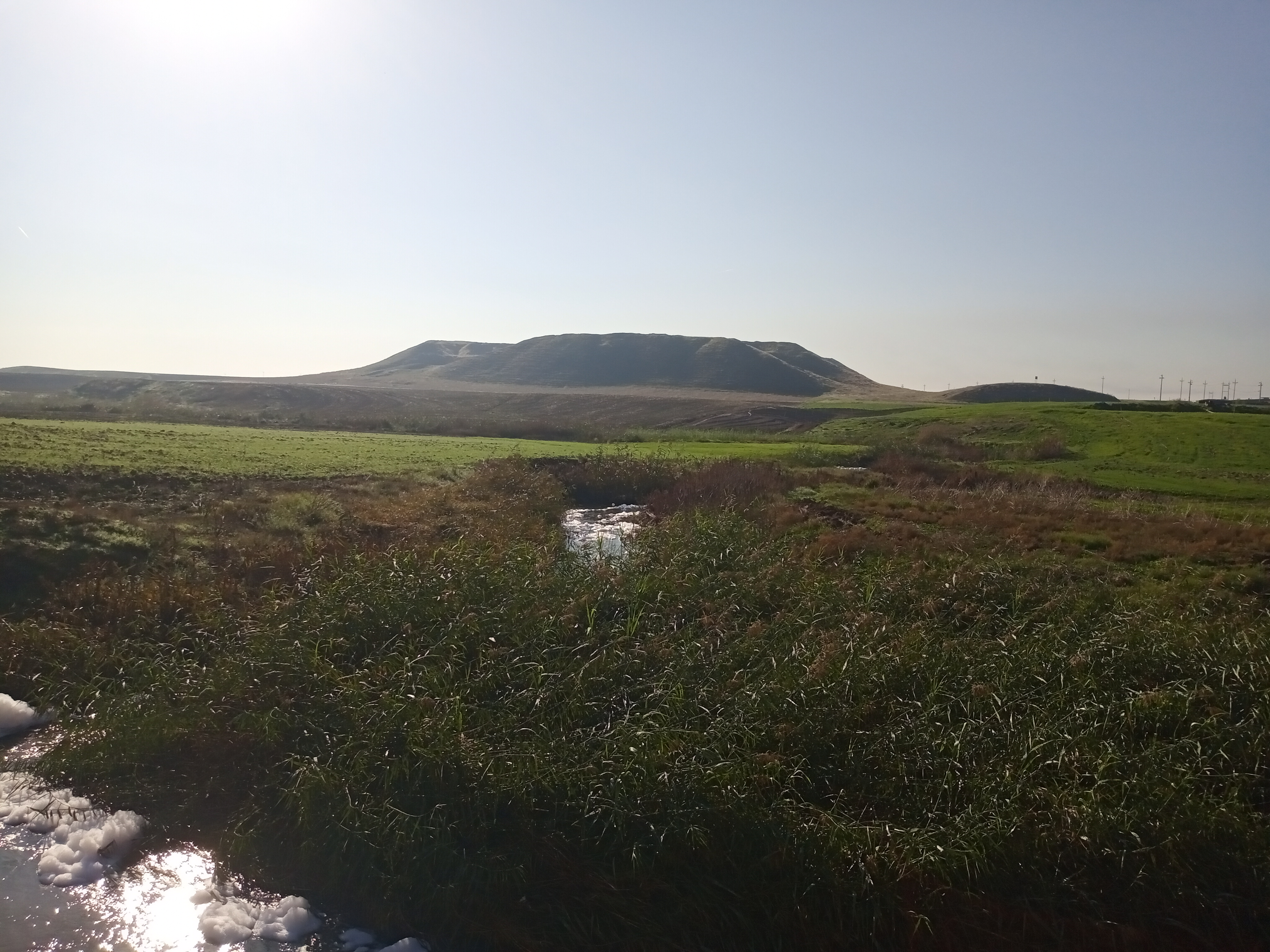
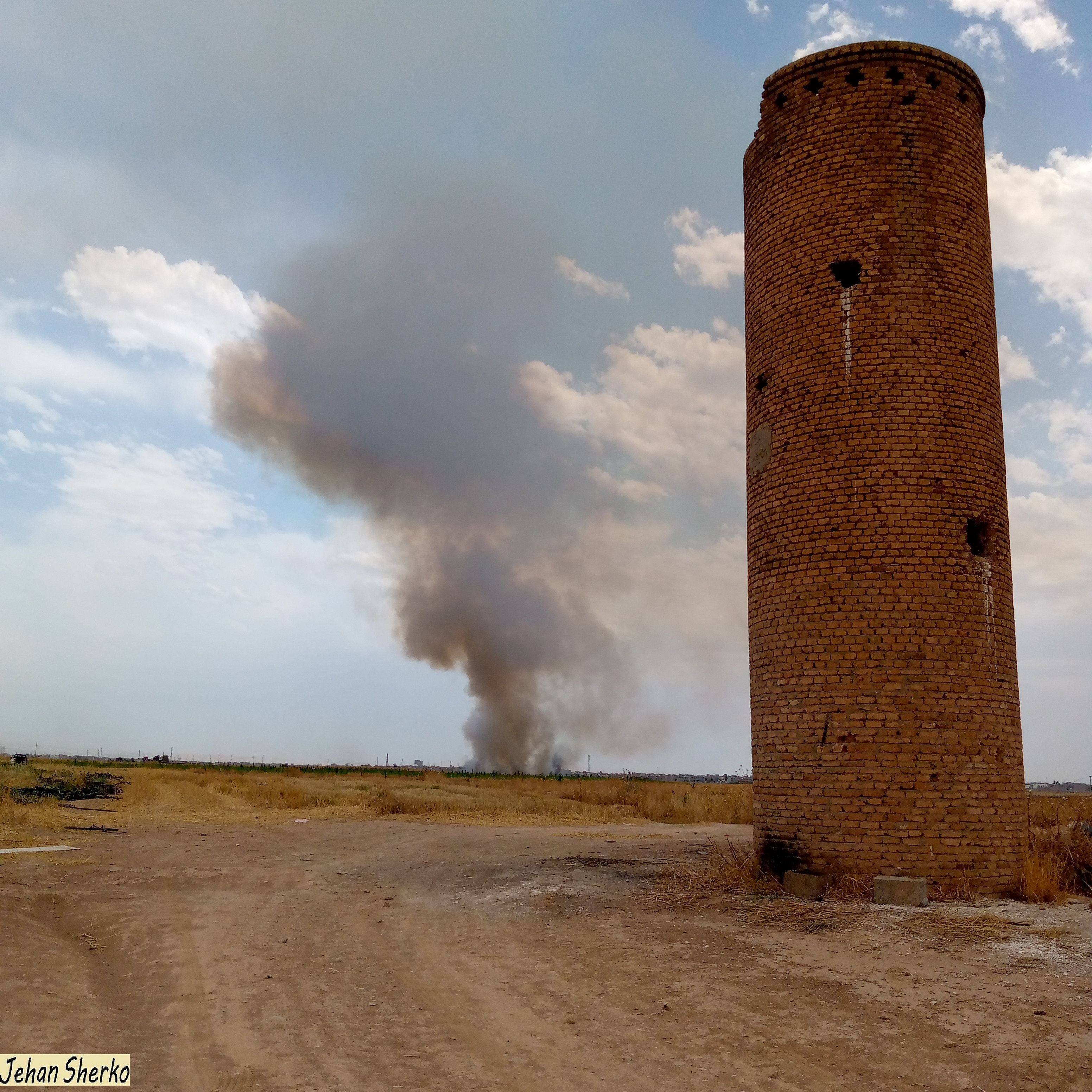

## وصلات خارجية
- إسلام اونلاين
- موسوعة المقاتل